# Elmer L. Andersen
Elmer Lee Anderson (Chicago, 17 giugno 1904 – Minneapolis, 15 novembre 2004) è stato un politico statunitense.
Fu il 30º Governatore del Minnesota dal 1961 al 1963.